# Palatul Administrativ din Suceava
Palatul Administrativ din Suceava este o clădire în stil baroc construită între anii 1903–1904 în municipiul Suceava pentru a servi ca sediu autorităților administrative ale orașului. Ea se află situată în centrul orașului, pe strada Ștefan cel Mare nr. 36. 
Acest edificiu a fost inclus, sub denumirea de „Clădirea administrativă a orașului, azi Prefectura și Consiliul Județean Suceava”, pe Lista monumentelor istorice din județul Suceava din anul 2004, având codul de clasificare  SV-II-m-B-05481.
În prezent, în această clădire funcționează Instituția Prefectului și Consiliul Județean Suceava.

## Așezare
Palatul Administrativ din Suceava se află pe strada Ștefan cel Mare, vizavi de Biserica romano-catolică Sfântul Ioan Nepomuk. Pe celelalte trei laturi, edificiul este mărginit de strada Libertății, strada Vasile Bumbac, respectiv Aleea Nucului. În imediata vecinătate se întind două dintre parcurile orașului: Parcul Central (astăzi purtând numele profesorului Ioan Nemeș) și Parcul Drapelelor (sau Steagurilor).

## Istoric

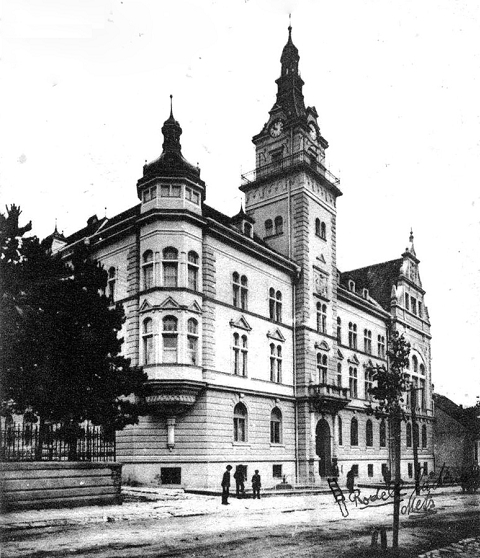
Palatul Administrativ în perioada interbelică

Palatul Administrativ din Suceava a fost construit între anii 1903–1904 în perioada conducerii administrației orașului de către primarul Franz Des Loges. Clădirea urma să adăpostească administrația orășenească a Sucevei. Până atunci, Primăria funcționa în clădirea actuală a Colegiului de Artă „Ciprian Porumbescu”. Proiectul clădirii a fost realizat de arhitectul vienez Peter Paul Brang (1852–1925).
După finalizarea construcției noului edificiu, Primăria orașului Suceava s-a mutat în decembrie 1904 în Palatul Administrativ. În această clădire au fost găzduite poliția orașului, casa de economii și muzeul de istorie, iar în perioada interbelică și Societatea „Ciprian Porumbescu”. Edificiul administrativ al orașului a fost folosit și de pompieri, care au amenajat în turnul central o cameră de observare a incendiilor.
Clădirea avea inițial forma literei „L”, având în curte un grajd, remiza de pompieri și remiza de trăsuri.
După instaurarea regimului comunist în România, în anul 1944, în clădirea fostei primării au fost instalate Consiliul Popular Județean Suceava, Comitetul Județean Suceava al PCR și Comitetul Județean Suceava al UTC. La începutul anilor '70 ai secolului al XX-lea, autoritățile județene au demolat construcțiile anexe din curte și au construit în stil baroc un corp care a închis întregul ansamblu, dându-i o formă dreptunghiulară. Cu această ocazie, au fost renovate fațadele cu tencuieli în praf de piatră și mozaic și s-a amplasat o frescă cu tematică istorică pe perele holului central. Fresca are o suprafață de 8x4 metri, fiind realizată din marmură colorată de către Gheorghe Popescu în anul 1971.
Începând din 1990, în Palatul Administrativ se află sediul Prefecturii și al Consiliului Județean Suceava.
În anul 2006, clădirea monument istoric a suferit lucrări de reparații capitale. Cu această ocazie, au fost înlocuite geamurile din lemn cu geamuri termopan din lemn stratificat, au fost igienizate și zugrăvite interioarele.
În dimineața zilei de 6 martie 2021, un incendiu s-a produs în zona mansardată și la acoperiș, fiind afectat întregul edificiu. Structura de rezistență a corpurilor de clădire a suferit degradări, în principal la nivelul etajelor superioare și șarpantei, riscând deteriorarea completă a imobilului. Drept urmare, au fost demarate ample lucrări de reabilitare și consolidare, acestea fiind finanțate de Compania Națională de Investiții și desfășurându-se în mai multe etape, până în 2025. Valoarea lucrărilor este de aproximativ 20 de milioane de euro.

## Arhitectură

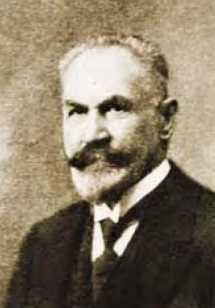
Peter Paul Brang, arhitectul care a proiectat Palatul Administrativ

Palatul Administrativ din Suceava a fost construit în stil baroc, având subsol, parter și două etaje. Clădirea este din zidărie de cărămidă și acoperită cu olane. Edificiul avea inițial o formă de „L”, iar astăzi, ca urmare a lucrărilor din anii 1970, are formă dreptunghiulară, cu o curte interioară închisă.
„Acolo erau așa-zisele remize pentru taurul comunal și pompieri, acolo fiind în acea perioadă și sediul pompierilor suceveni. Pe acea suprafață s-a extins clădirea Prefecturii de astăzi, făcându-se o pastișă la clădirea existentă și închizând ca un careu curtea din mijloc. A fost aleasă o soluție care de regulă nu este una obișnuită, pastișa fiind de obicei separată de clădirea monument în cazul unor adăugiri. Așa s-a procedat, tot în perioada anilor '70, la clădirea Colegiului «Ștefan cel Mare», unde s-a continuat clădirea tot cu o pastișă, însă degajată de clădirea monument, în așa fel încât să se observe care e clădirea monument și care este cea nou realizată. Din acest motiv, Prefectura de astăzi pare o clădire unitară, construită în aceeași perioadă.”—Arhitect Viorel Blănaru
Fațada principală este impresionantă ca arhitectură. La nivelul parterului, este acoperită cu paramente cu bosaje ce încadrează ferestrele. În mijlocul clădirii se află un turn cu ceas, înălțat cu mult peste acoperișul mansardat. Atingând 52 de metri înălțime, acesta conferă zveltețe și echilibru întregului edificiu. Inițial, pe clădirea turnului (între etajele al doilea și al treilea) era sculptată vechea stemă a orașului. În partea stângă se află un foișor de tip mușarbieu, închis pe verticala celor două etaje și terminat cu un turnuleț închis. În partea dreaptă iese în relief un corp terminat la partea superioară cu un fronton baroc în trei registre, decorat cu stema Bucovinei. Ferestrele sunt terminate în arc semicircular, cele de la etajul întâi având deasupra lor frontoane triunghiulare.
Intrarea principală este printr-un portal semicircular aflat la parterul turnului cu ceas încadrat de două coloane semicilindrice ce susțin un balcon baroc aflat la primul etaj. În prezent, clădirea mai dispune și de două intrări laterale. 
Edificiul are 72 de încăperi, remarcându-se sala mare de ședințe de la primul etaj, care are practicate în peretele corpului decroșat trei ferestre întinse pe înălțimea a două etaje și acoperite cu vitralii. Suprafața construcției este de aproximativ 1.500 de metri pătrați, iar suprafața desfășurată are peste 6.800 de metri pătrați.

## Monumente
În interiorul clădirii, pe peretele holului central, se află un mozaic parietal cu înălțimea de 8 metri și lățimea de 4 metri, realizat din marmură colorată de către Gheorghe Popescu și dezvelit în anul 1971. Lucrarea are tematică istorică. În partea de jos este figurată o cetate, cu arcași care trag de pe ziduri în ostașii otomani de la baza zidurilor. Deasupra cetății, pe mijloc, este figurată stema județului Suceava din perioada comunistă, iar de o parte și de alta a ei, sunt desenați locuitori ai zonei: ostași, unii călare (în partea stângă), muncitori, femei în costume populare, păstori cu oi (în partea dreaptă).
În anul 1999, la inițiativa prefectului Vasile Ilie, în holul din dreptul intrării principale a clădirii a fost amplasată statuia „Maternitate”, operă a sculptorului Ion Irimescu (1903–2005), ce datează din anul 1989. Monumentul este realizat din bronz, având dimensiunile 81,5 × 25,5 x 19,5 cm. El se află pe un postament din lemn, pe care sunt inscripționate numele autorului și al operei.
În august 2008, pe un perete al clădirii a fost montată o placă-basorelief din ciment marmorat alb, cu portretul în medalion al fostului primar al Sucevei Franz Ritter von Des Loges pentru a cinsti memoria edilului în mandatul căruia a fost construit palatul. Placa a fost realizată de către sculptorul sucevean Cezar Popescu și conține următoarea inscripție: „Existența acestui edificiu se datorează lui Franz cavaler Des Loges, primar al Sucevei 1891–1913”.
La data de 23 octombrie 2015, în spațiul verde dintre Palatul Administrativ și Aleea Nucului, la strada Ștefan cel Mare, a fost amplasată statuia lui Petru al II-lea Mușat, operă a sculptorului Paul Vasilescu, realizată în anul 1976. Monumentul elogiază personalitatea voievodului Petru al II-lea, mai cunoscut ca Petru Mușat (1375–1391), cel care a mutat capitala Moldovei de la Siret la Suceava și din vremea căruia datează primul document de atestare a orașului Suceava (1388). Statuia este realizată din bronz turnat și îl înfățișează pe voievod în picioare, cu sabia în mâna dreaptă, apropiată de picior. Opera are 3,62 metri înălțime, 1,10 metri lungime și 1,13 metri lățime. Se află pe un soclu din beton armat, placat cu granit. Timp de aproape 35 de ani, până în decembrie 2010, statuia s-a aflat lângă Casa de Cultură, în Piața 22 Decembrie, iar apoi, pe o perioadă de cinci ani, a fost în conservare la Laboratorul Zonal de Restaurare al Muzeului Bucovinei.

## Instituții găzduite

### Consiliul Județean Suceava
Consiliul județean este autoritatea administrației publice locale, constituită la nivel județean, pentru coordonarea activității consiliilor comunale și orășenești, în vederea realizării serviciilor publice de interes județean. Consiliul județean este compus din consilieri aleși prin vot universal, egal, direct, secret și liber exprimat, în condițiile stabilite de legea privind alegerile locale.
- Președinte: Gheorghe Flutur, ales în 2016 din partea PNL.
- Vicepreședinți: Viorel Seredenciuc (PNL) și Marin-Gheorghe Niță (PNL), ambii aleși în 2016.[18]
- Consiliu Județean: Consiliul Județean este format din 37 de consilieri, cu următoarea compoziție bazată pe partid politic, după alegerile locale din 2016:[19]

| Partid | Partid | Locuri | Consilieri | Consilieri | Consilieri | Consilieri | Consilieri | Consilieri | Consilieri | Consilieri | Consilieri | Consilieri | Consilieri | Consilieri | Consilieri | Consilieri | Consilieri | Consilieri | Consilieri | Consilieri | Consilieri | Consilieri | Consilieri |
| ------ | ------ | ------ | ---------- | ---------- | ---------- | ---------- | ---------- | ---------- | ---------- | ---------- | ---------- | ---------- | ---------- | ---------- | ---------- | ---------- | ---------- | ---------- | ---------- | ---------- | ---------- | ---------- | ---------- |
|        | PNL    | 21     |            |            |            |            |            |            |            |            |            |            |            |            |            |            |            |            |            |            |            |            |            |
|        | PSD    | 16     |            |            |            |            |            |            |            |            |            |            |            |            |            |            |            |            |            |            |            |            |            |

### Prefectura Suceava
Prefectura este o instituție publică cu personalitate juridică având rolul de a îndeplini atribuțiile și prerogativele conferite prefectului prin Constituție, legea administrației publice locale și alte acte normative.
Prefectul urmărește modul de realizare în județ a obiectivelor cuprinse în programul de guvernare și prin aparatul propriu de specialitate dispune măsurile corespunzătoare. Prefectul este ordonator terțiar de credite. Pentru îndeplinirea atribuțiilor și prerogativelor conferite prefectului, acesta este ajutat de un subprefect care îndeplinește atribuțiile care îi sunt date prin acte normative, precum și atribuții delegate, prin ordin al prefectului, din domeniile de activitate ale aparatului propriu de specialitate al acestuia. Prefectul are un aparat propriu de specialitate pe care îl conduce.
- Prefect: Gheorghe-Alexandru Moldovan[20]

## Imagini

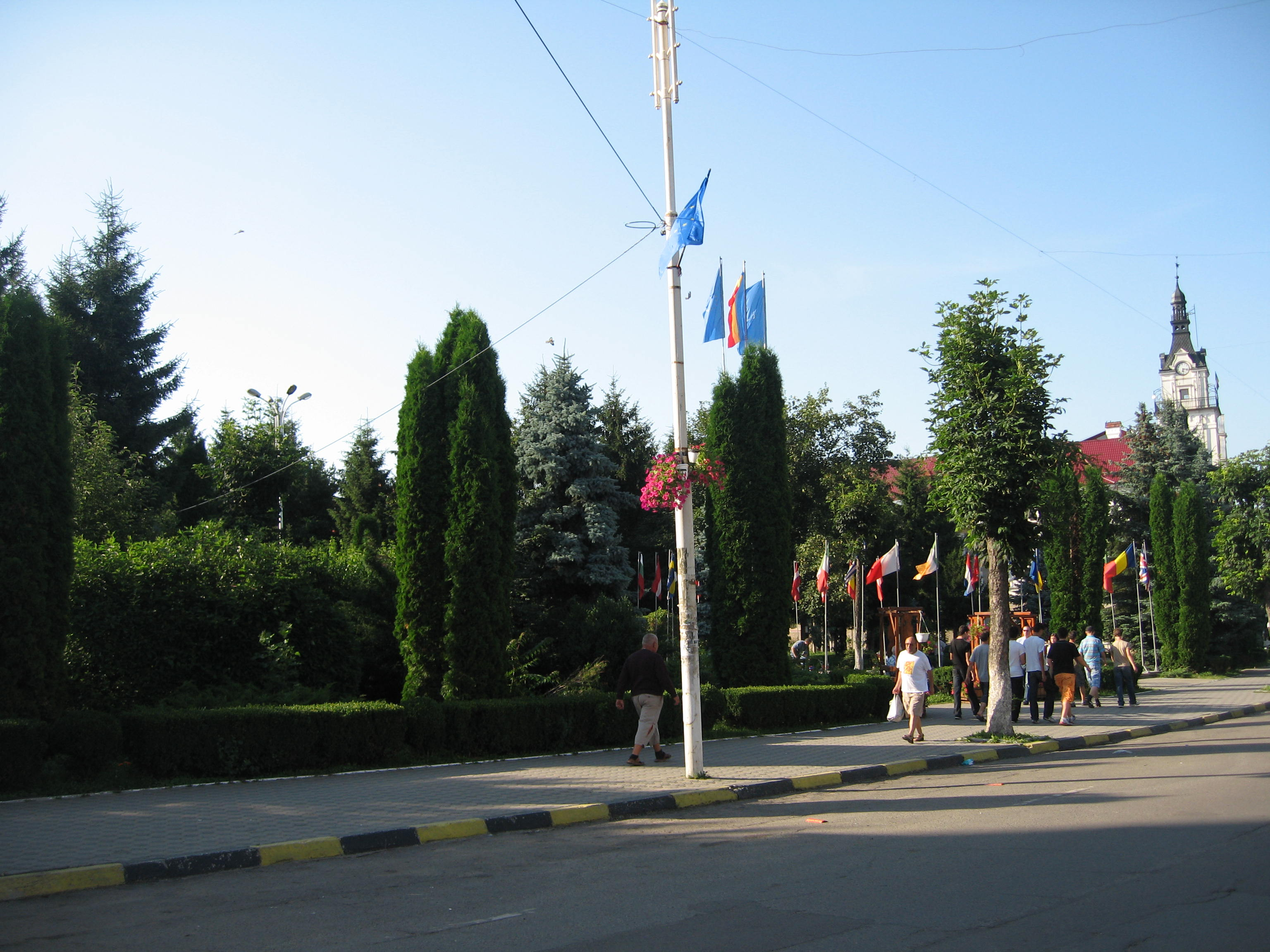
Turnul cu ceas al palatului și Parcul Drapelelor
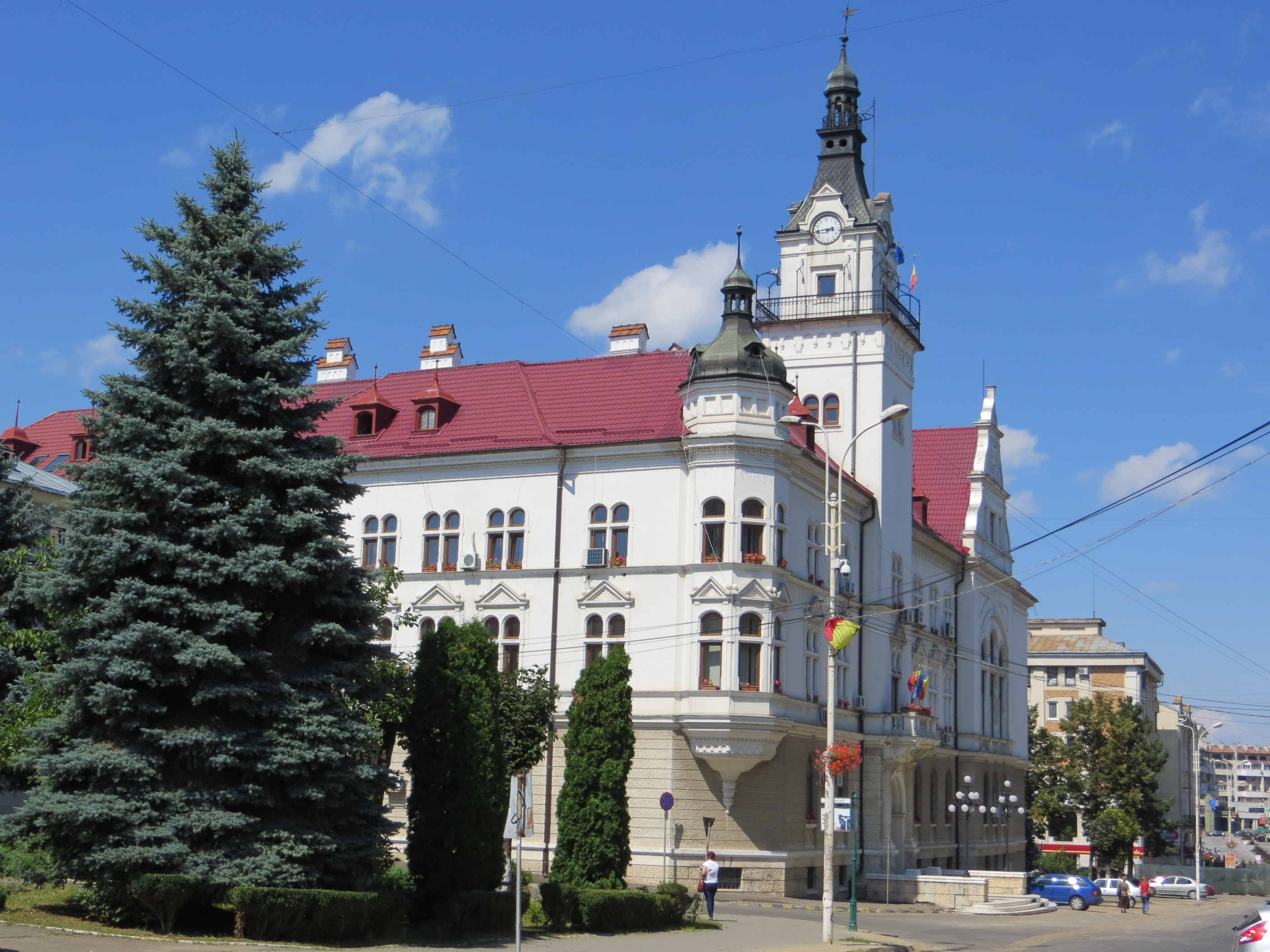
Palatul Administrativ din Suceava
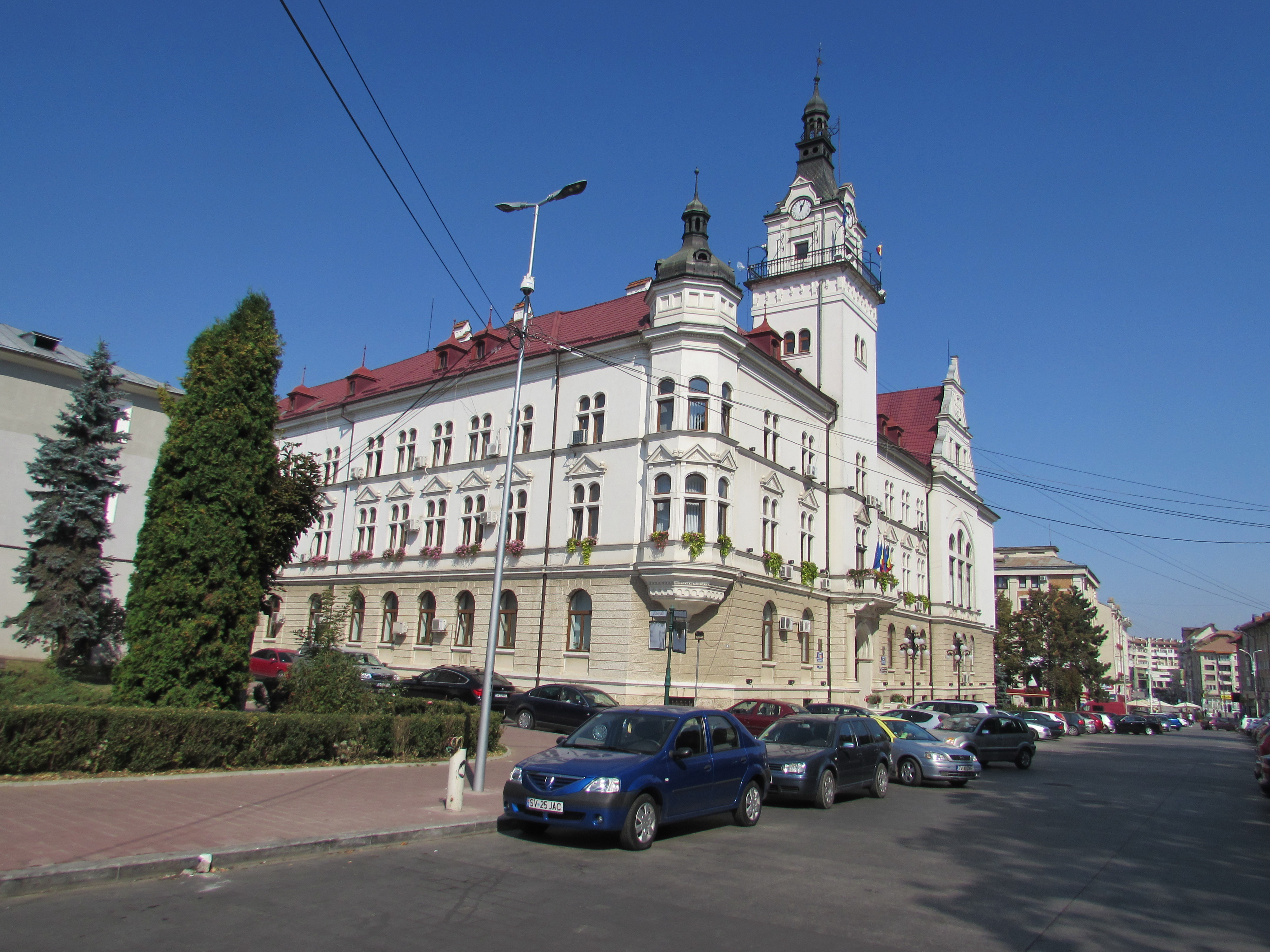
Palatul Administrativ din Suceava
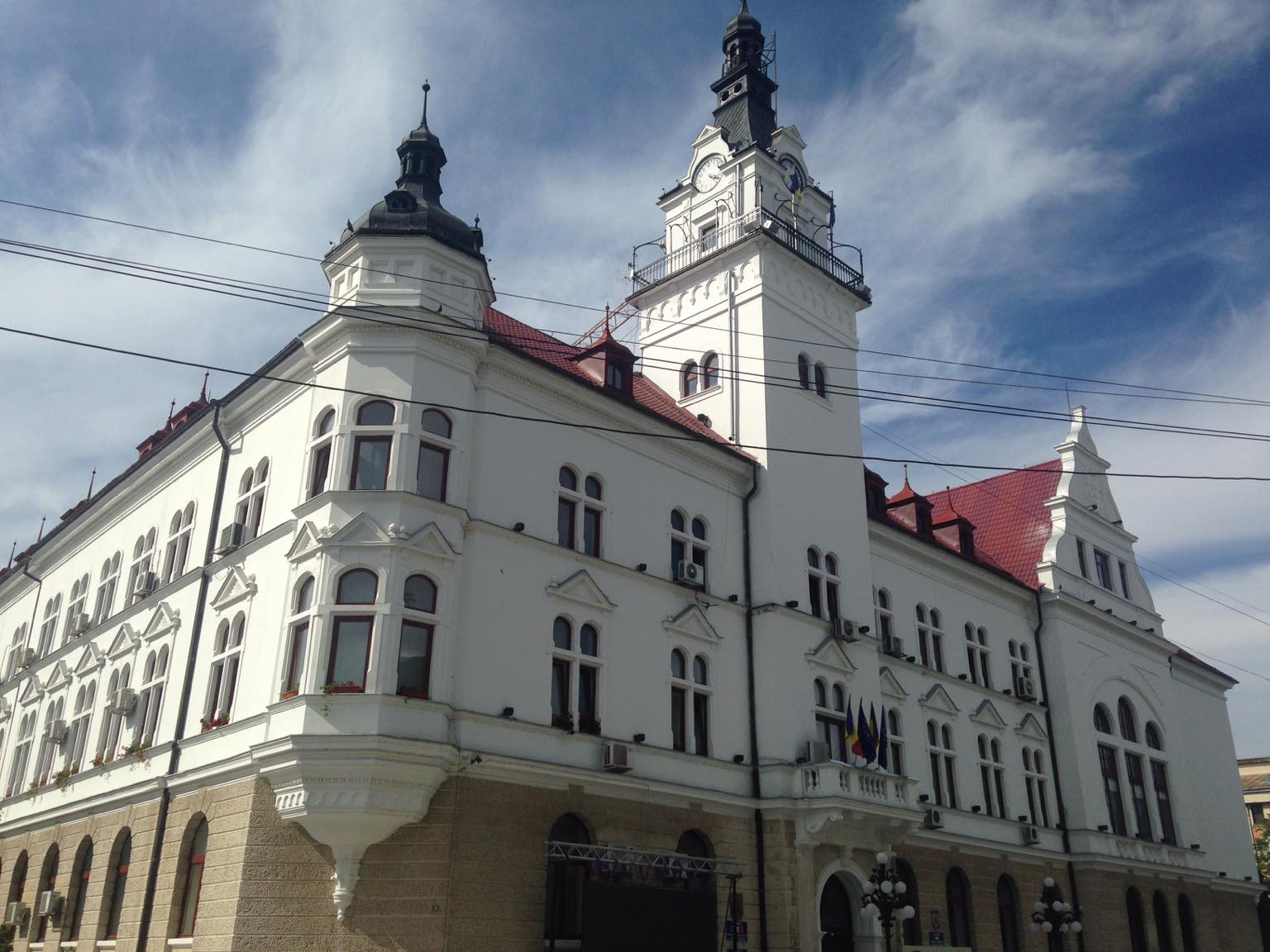
Palatul Administrativ din Suceava
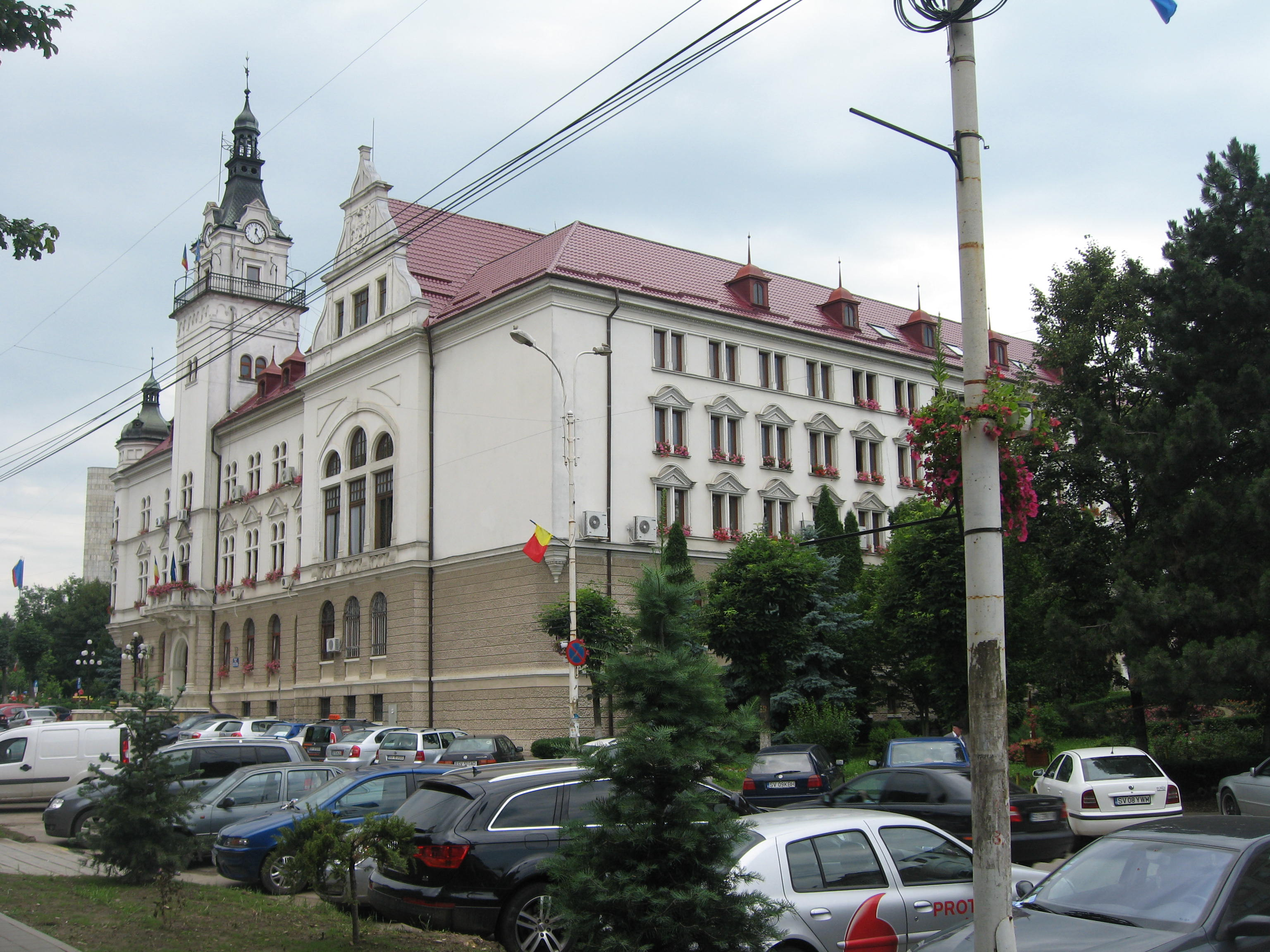
Palatul Administrativ din Suceava
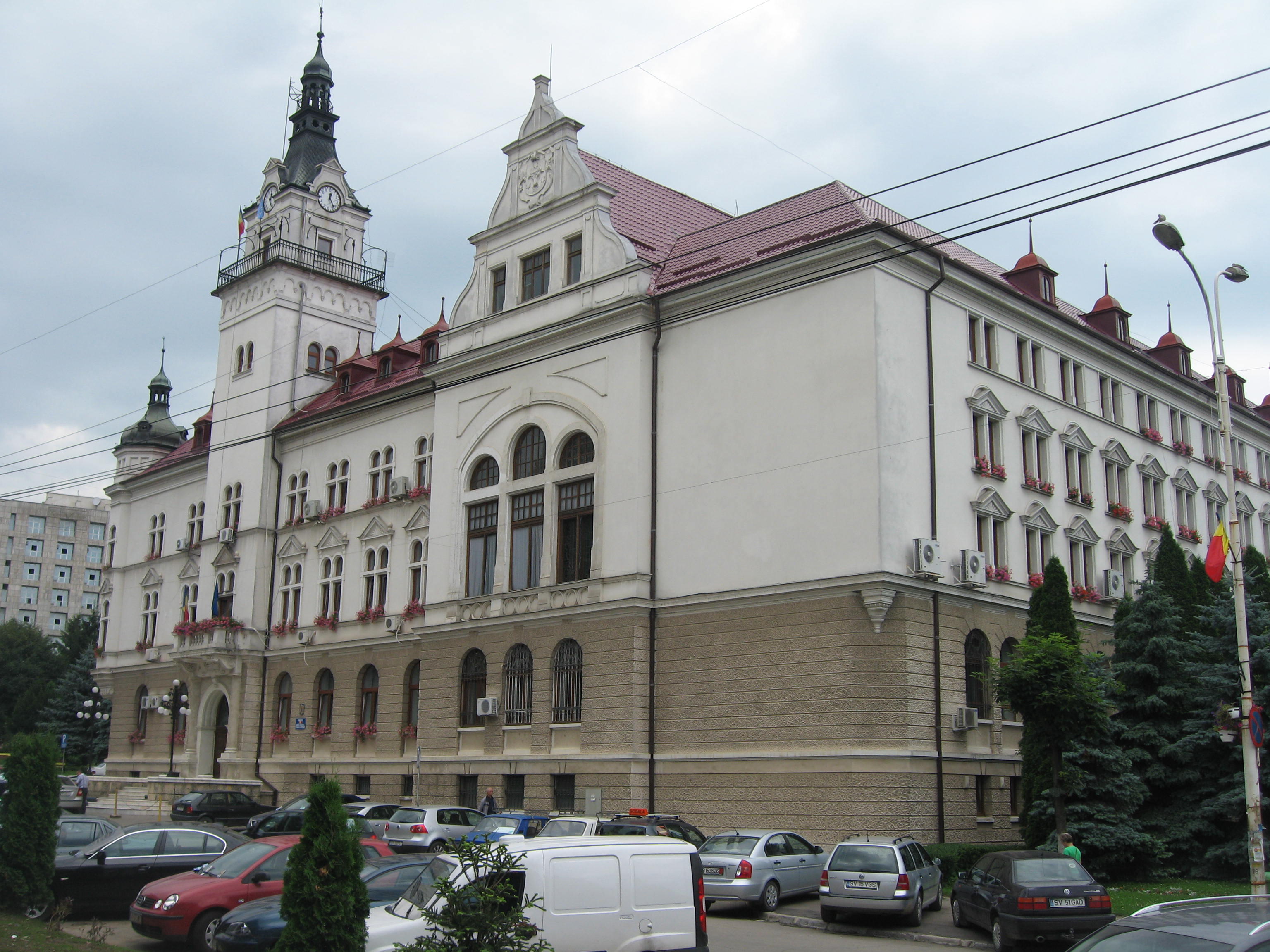
Palatul Administrativ din Suceava
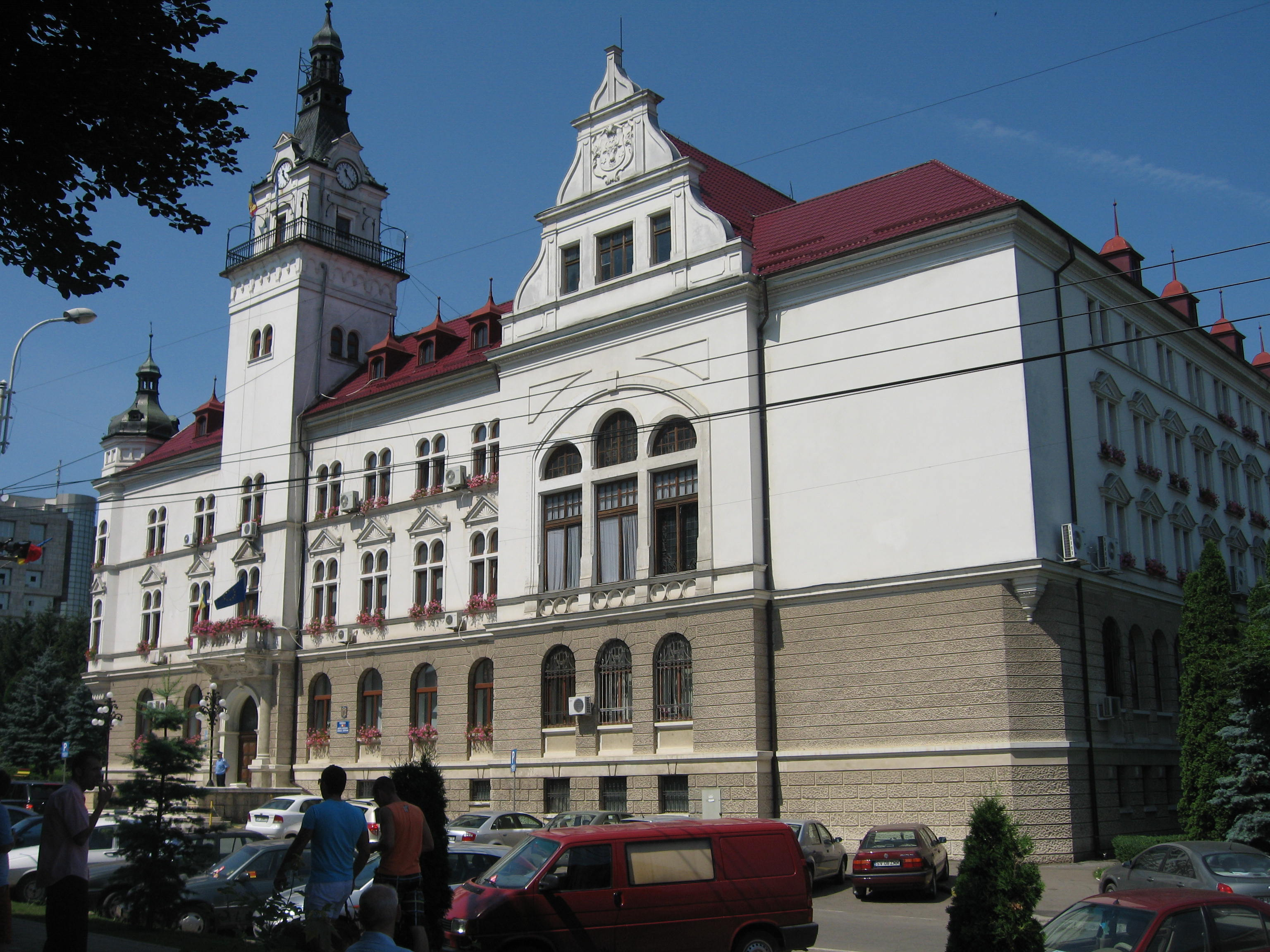
Palatul Administrativ din Suceava
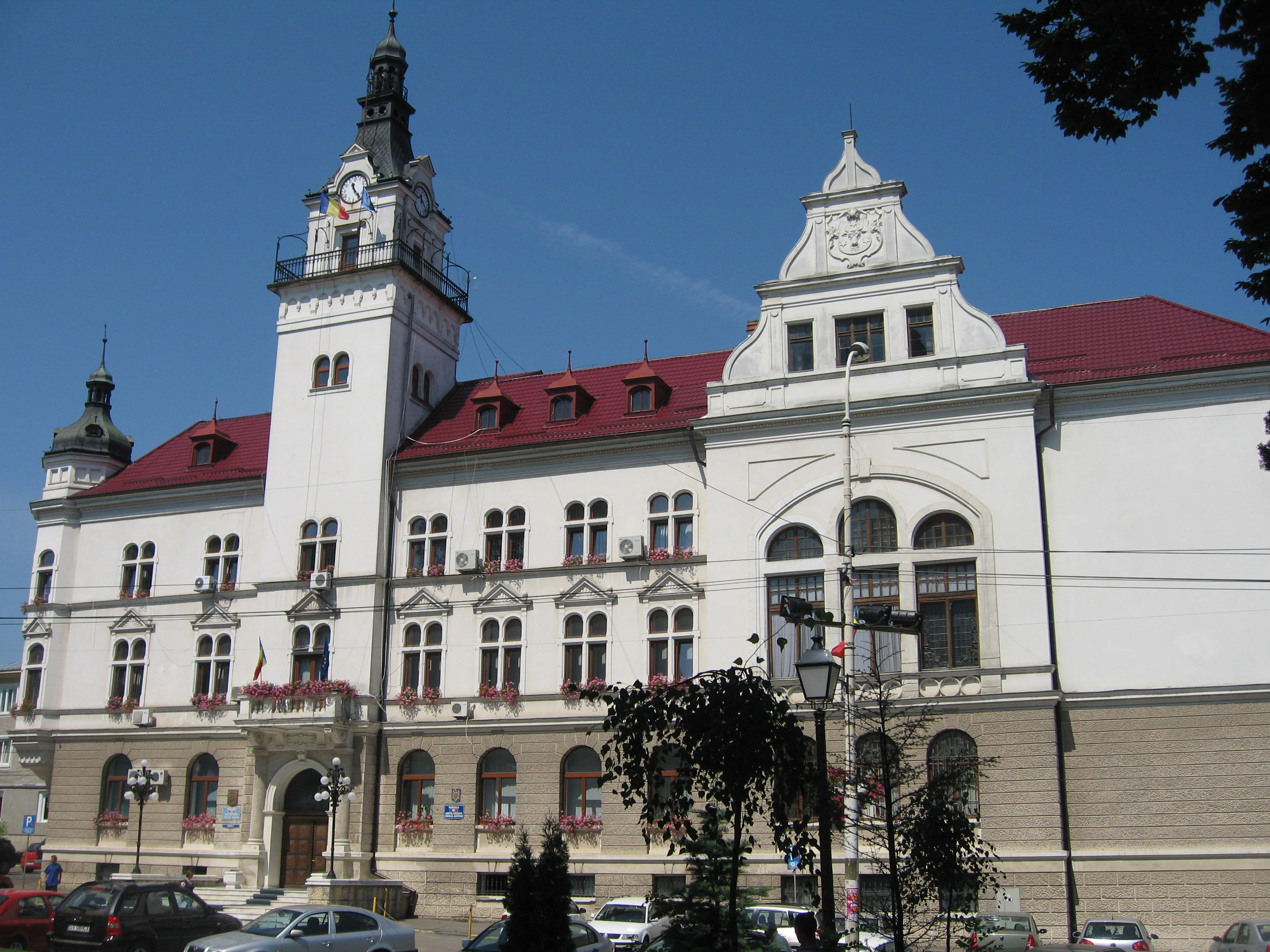
Palatul Administrativ din Suceava
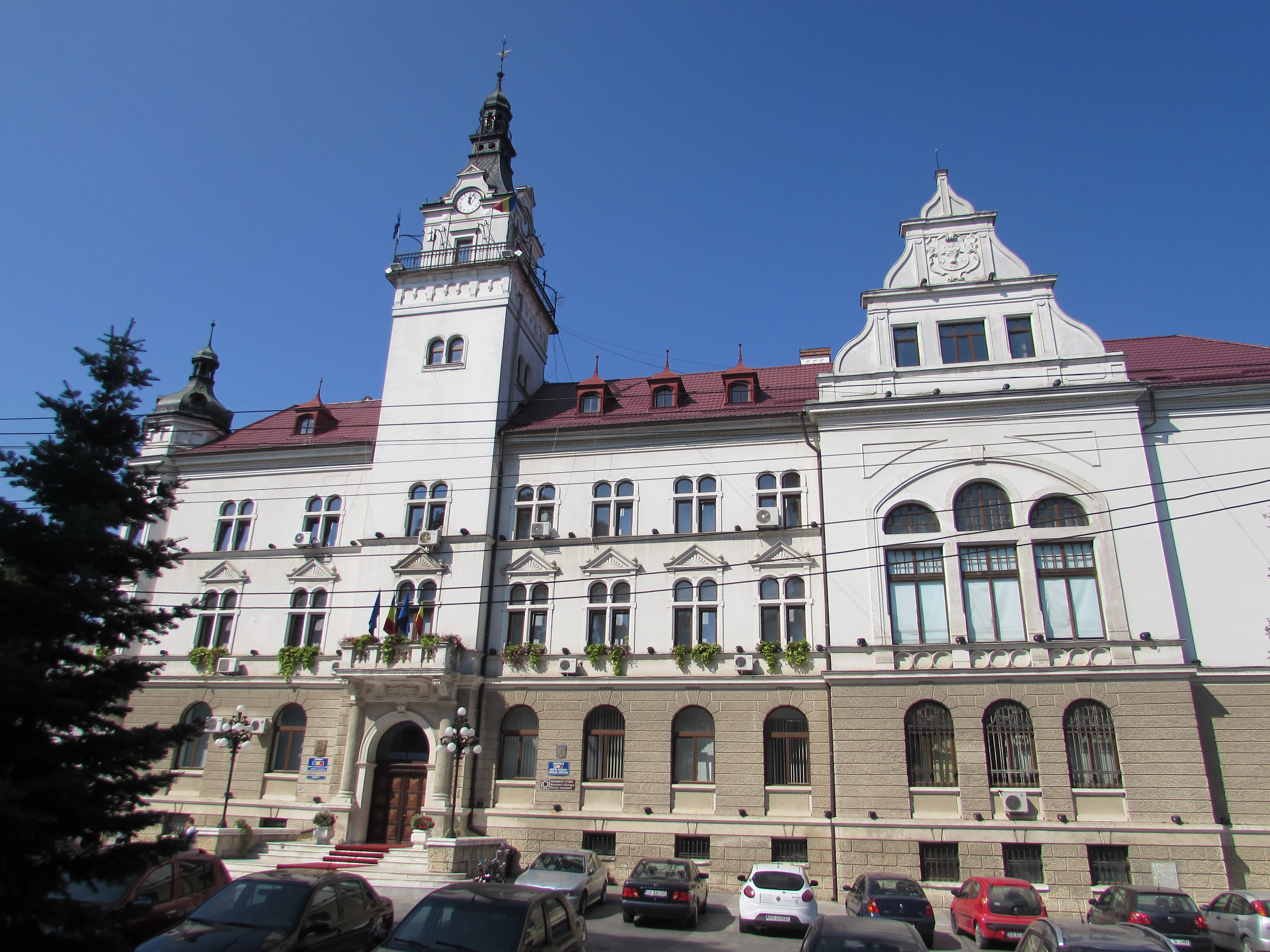
Palatul Administrativ din Suceava
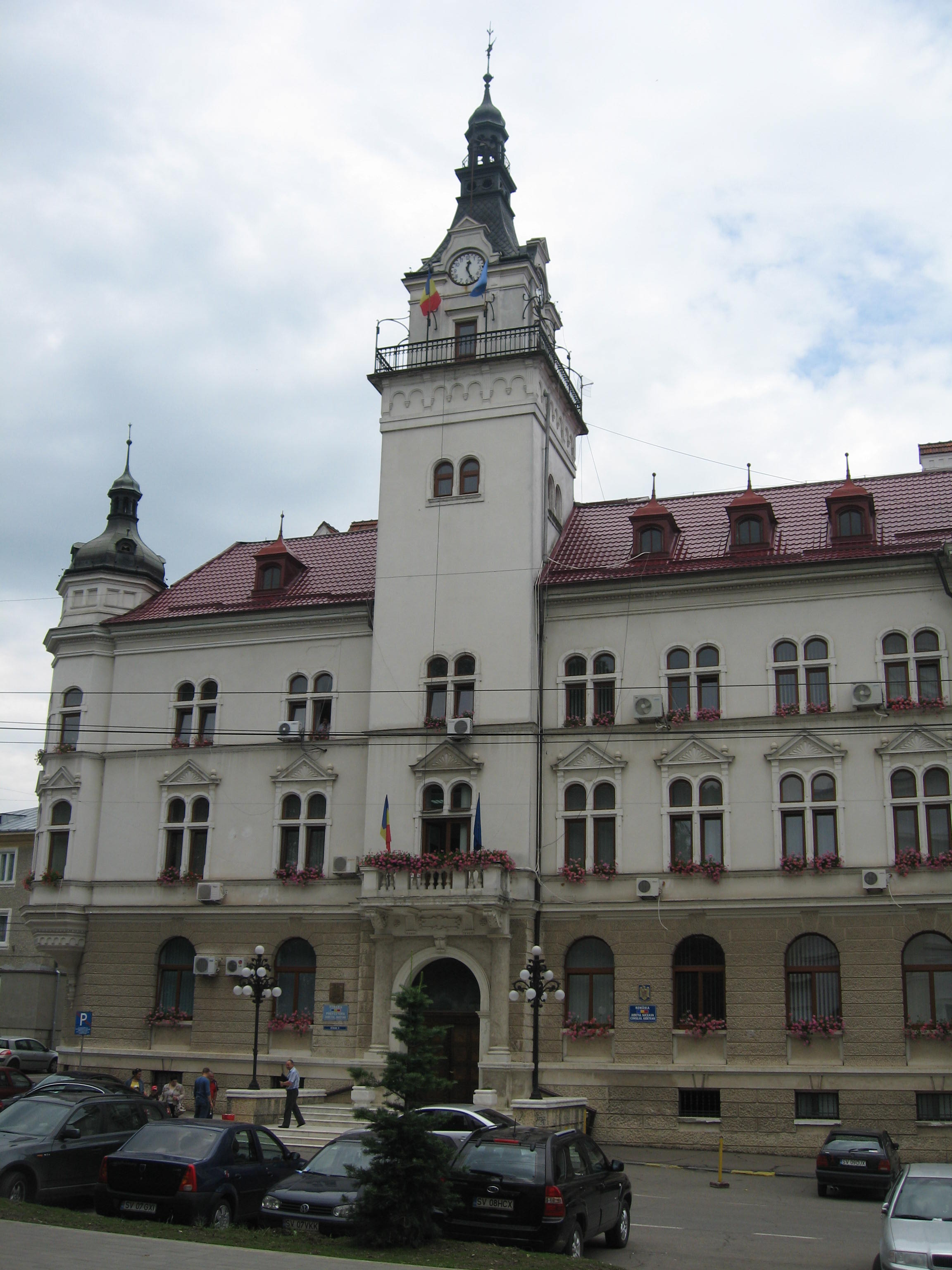
Intrarea în palat și turnul cu ceas
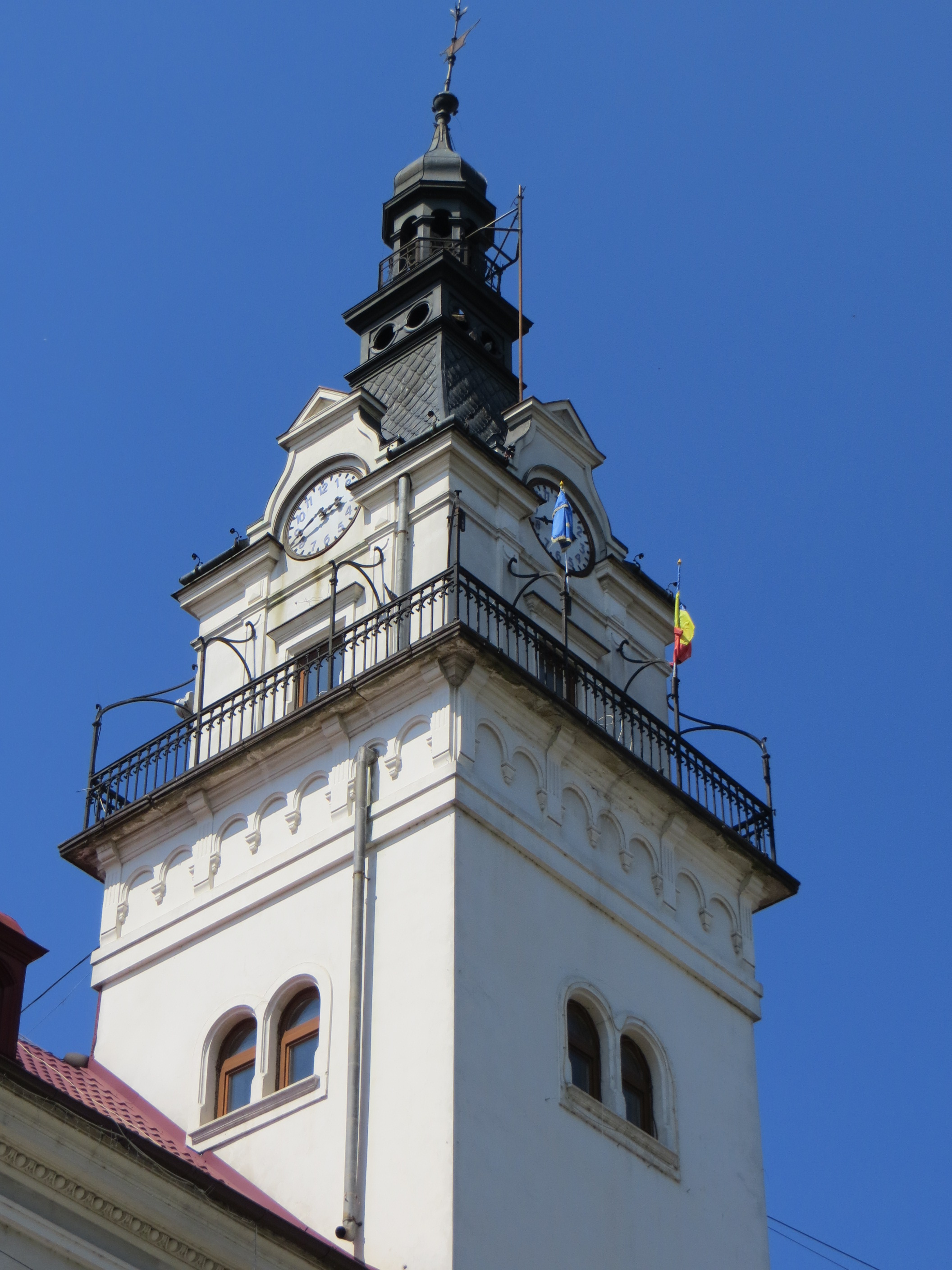
Turnul cu ceas al palatului
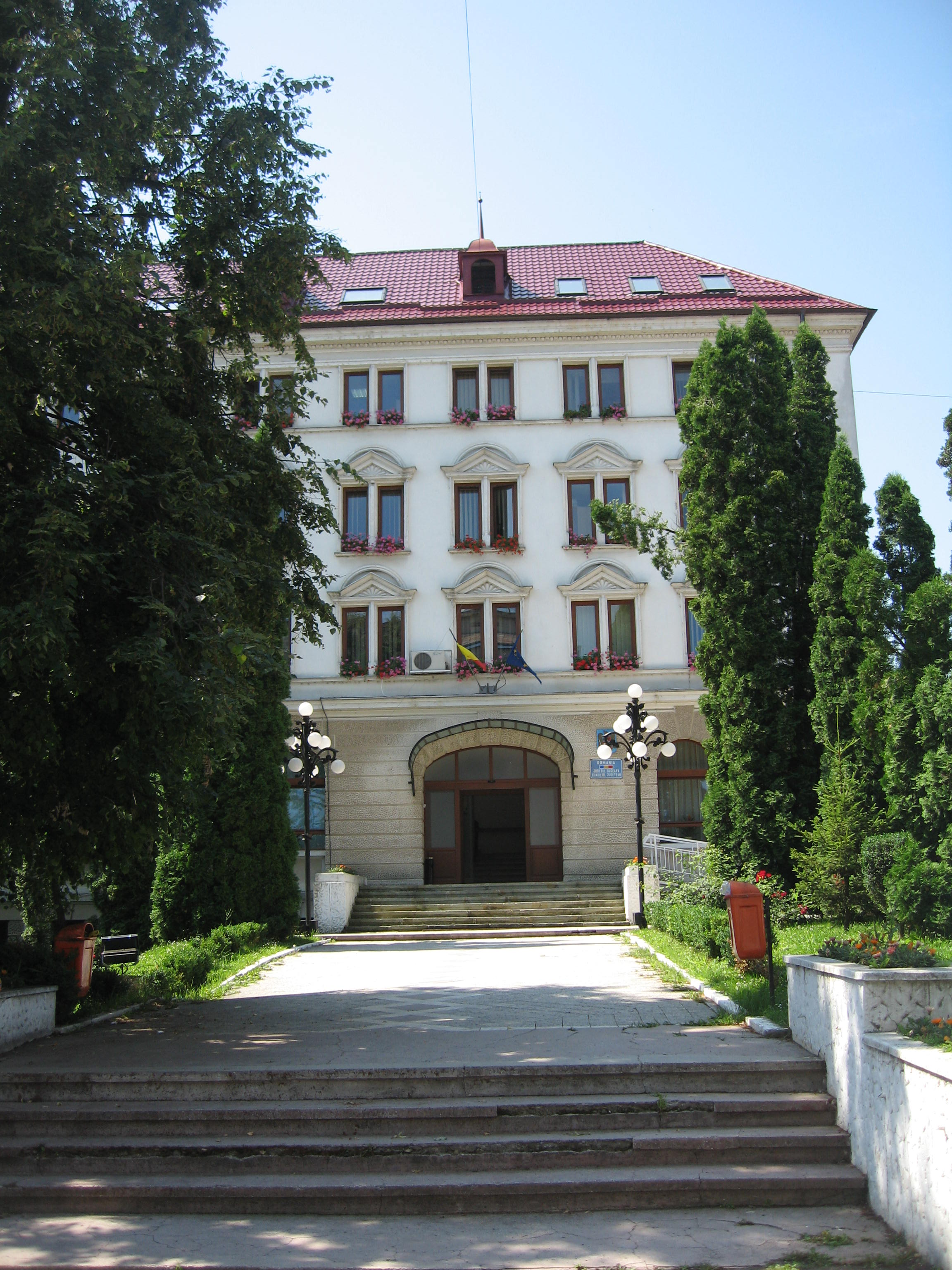
Intrare laterală folosită de Consiliul Județean Suceava
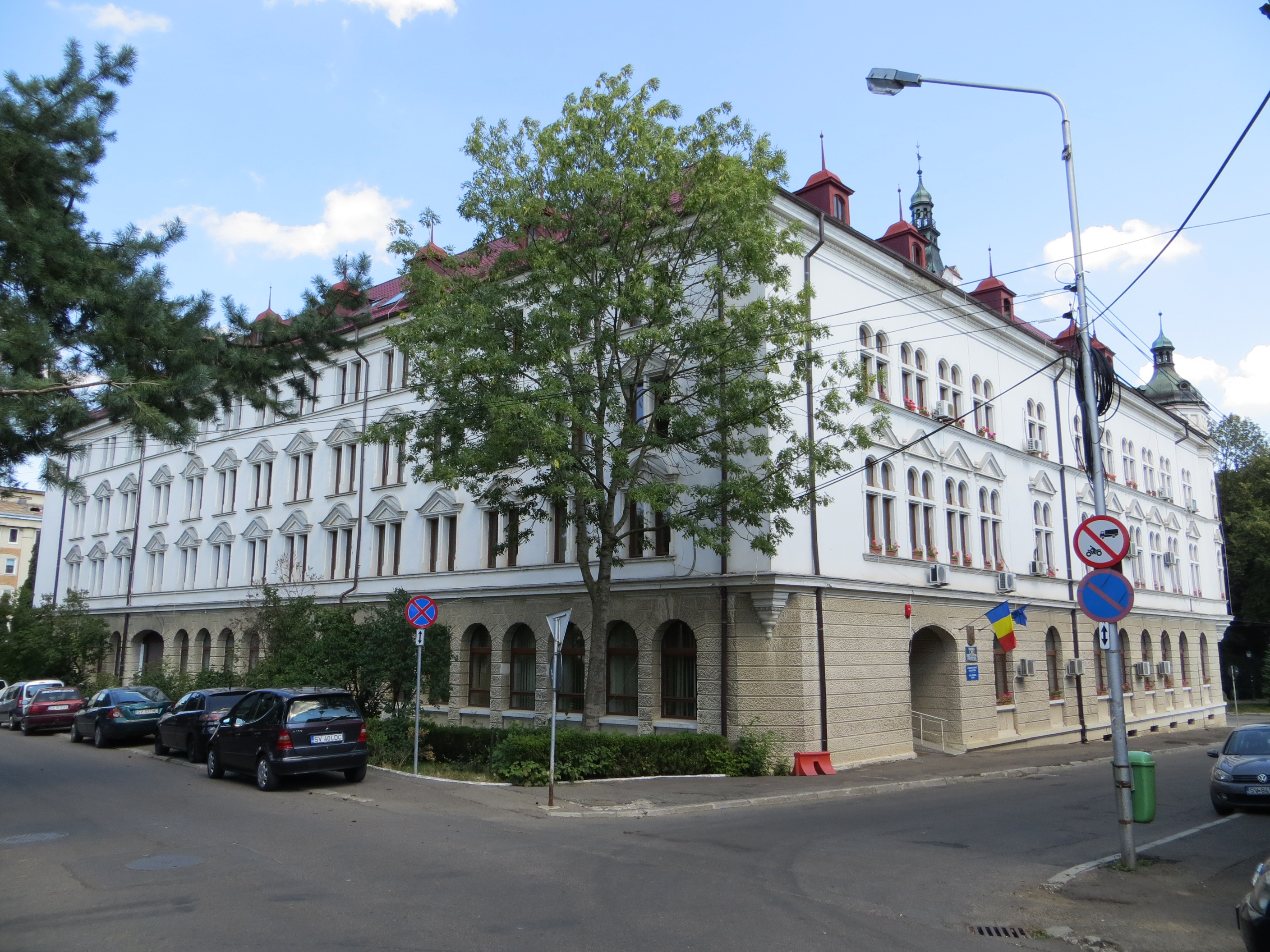
Palatul Administrativ din Suceava
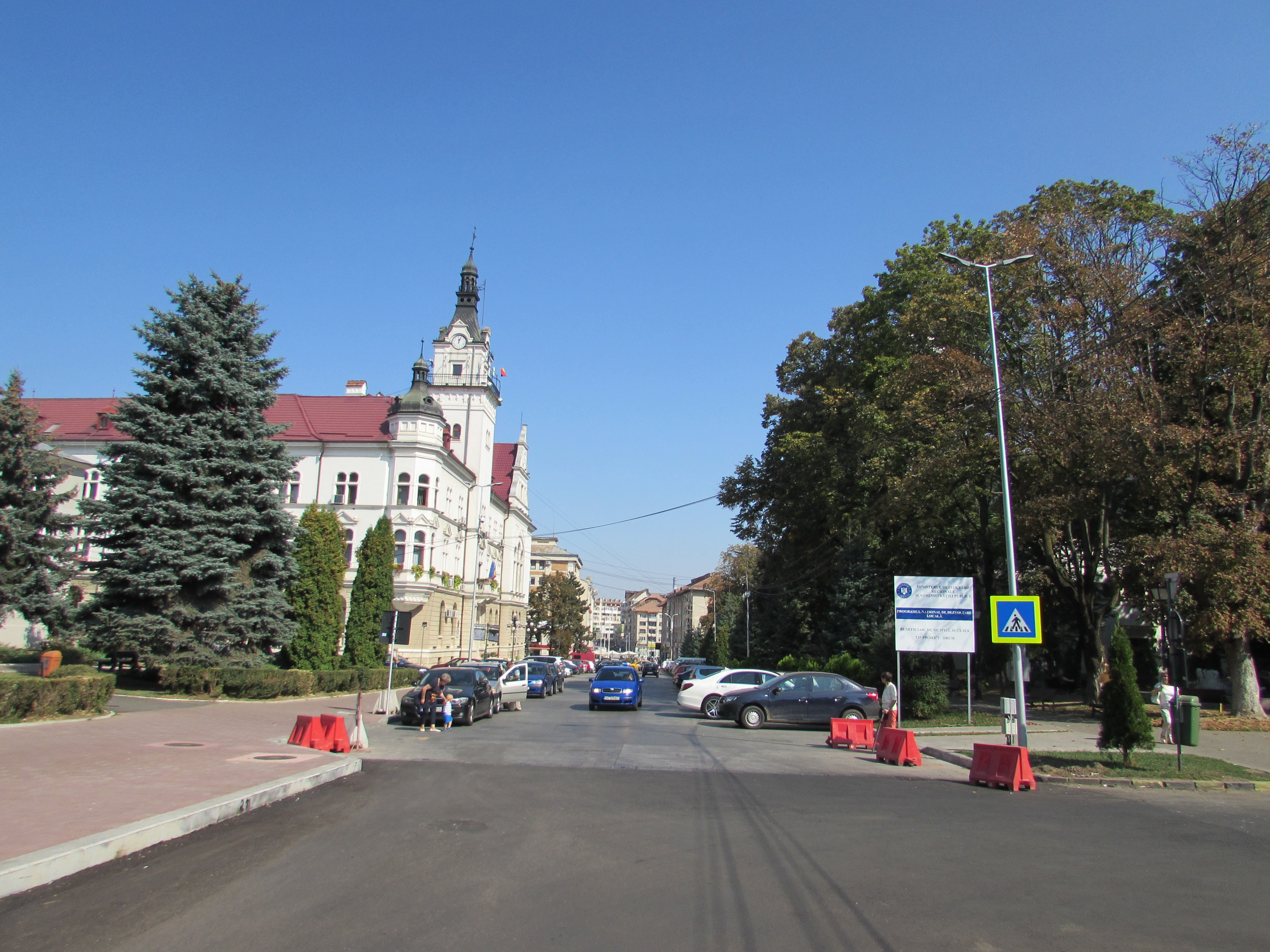
Strada Ștefan cel Mare și Palatul Administrativ